# Перець довгий
Пе́рець до́вгий (Piper longum) — багаторічна рослина родини перцевих родом з Індії. В Азії є поширеною тропічною культурою, яку вирощують задля пекучих на смак плодів, що застосовують в кулінарії як пряність. У продаж плоди поступають під назвою «довгий перець», але в торговельній сфері цей вислів слід трактувати ширше ніж наукову назву виду, оскільки цим терміном також іменують плоди близьких видів — Piper officinarum та Piper retrofractum. В аюрведі цю рослину застосовують як лікарську.

## Історія відкриття та походження назви
Вже у давні часи індійці використовували плоди перцю довгого як гостру приправу до різних страв і лікувальний засіб. Від них ці знання запозичили перси. За однією з версій, від персів цю спецію завіз до Європи під час своїх завойовницьких походів Александр Македонський. Втім, слід зазначити, що грекам вона була відома і раніше (приблизно у VI—V віках до нашої ери), проте відомий давньогрецький лікар Гіппократ описував перець довгий як винятково лікарську рослину. Цілком можливо, що Александру Македонському належить першість відкриття її саме як пряної приправи.
В наступні століття перець довгий досить широко використовувався греками, від яких його запозичили римляни. Давньогрецький ботанік Теофраст у своїх працях розрізняв перець довгий і близький до нього перець чорний, оскільки греки називали перший вид peperi makron («перець великий»), а другий просто peperi («перець»). Римляни видозмінили назву власне на piper longum, проте не розрізняли цих двох спецій. Наприклад, Пліній Старший описував їх як один вид. Ця плутанина обумовлена зовнішньою та смаковою схожістю плодів обох видів. Незважаючи на це, у XII столітті перець довгий почав поступатися на ринку перцю чорному, і вже у XIV столітті став доволі рідкісним. Остаточно витіснило його з європейських кухонь відкриття гострого перцю, придатного для вирощування в помірному кліматі, а тому значно дешевшого.
У 1753 році Карл Лінней зробив перший науковий опис виду, для якого обрав уже усталену латинську назву piper longum. У більшості європейських мов, в тому числі й українській, назва цієї рослини походить саме від цього давньоримського написання.

## Опис

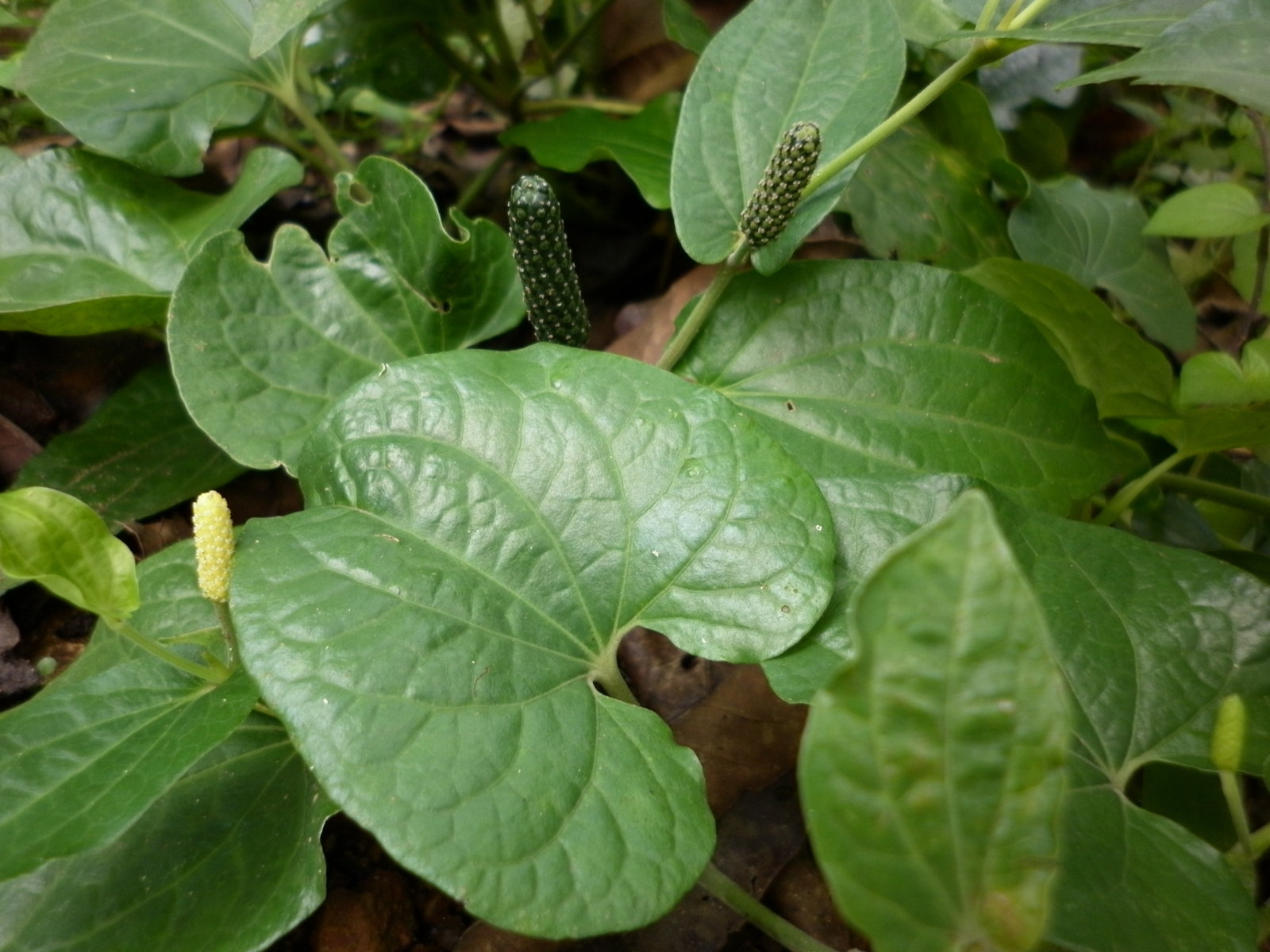
Старі листки та суцвіття.

Багаторічна рослина, що має вигляд ліани. Корені здерев'янілі. Стебла тонкі, виткі, круглі в перерізі, зеленого кольору, не надто сильно розгалужені. Листки завдовжки 4-9 см, завширшки 3-7 см, чергові, нижні широкояйцюваті, із глибоко вирізаною серцеподібною основою листкової пластинки, а верхні — видовжено-еліптичні. Листки обох типів гладкокраї. Верхній бік листкової пластинки лискучий, темно-зелений, нижній — тьмяний, білуватий. Жилкування паралельне, особливо добре помітні п'ять центральних жилок.
Рослина дводомна, тобто чоловічі та жіночі квітки розвиваються у неї на різних особинах. За своєю будовою суцвіття перцю довгого є колосом, втім за зовнішнім виглядом воно більше схоже на сережку або невеличкий початок, притаманний ароїдним рослинам. Колосся обох типів розташоване на коротких прямостоячих квітконосах, що виходять із пазух листків. Чоловічі суцвіття сягають довжини 5-8 см, зрідка можуть бути дрібнішими (від 2,5 см), жіночі у довжину не перевищують 1,7-5 см. Плоди являють собою дрібні червоні ягоди, зібрані у супліддя завширшки 2,5 см, які після висихання набувають чорного кольору. Плоди запашні, на смак пекучі, причому гостріші за широковідомий чорний перець.
Число хромосом для цього виду зазвичай складає 2n = 52, також були зафіксовані набори хромосом, що дорівнювали 26, 44 або 60.

## Хімічний склад
Плоди перцю довгого містять смоли, ефірні олії та алкалоїди, з яких найбільшим вмістом відзначаються піперин та піперлонгумін. Слід зазначити, що остання речовина є видоспецифічною, тому її назва похідна від латинської назви перцю довгого — piper longum («піпер лонгум»). У піперлонгуміна виявлена протизапальна та сенолітична дія (здатність вибірково стимулювати загибель старих клітин), що робить його перспективним у боротьбі із онкологічними хворобами. Гострий смак цього виду перцю обумовлюють піперін та смоли, а аромат — ефірні олії. Оскільки ефірні олії дуже леткі, при тривалому зберіганні плоди поступово втрачають запах, але зберігають гострий смак. З огляду на це радять купувати їх цілими і зберігати в такому вигляді, а подрібнювати безпосередньо перед використанням.

## Поширення та екологія
Природний ареал цього виду охоплює весь півострів Індостан: від підніжжя Гімалайських гір до південного узбережжя Індії. Культурні насадження перця довгого поширюються далеко за межі цієї зони, а саме, на територію Непалу, півдня Китаю, Філіппін, Молуккських та Великих Зондських островів, В'єтнаму, Шрі-Ланки та Мадагаскару.
Рослина теплолюбна, вологолюбна, віддає перевагу ґрунтам із домішкою вапняку. Зазвичай зростає у вологих тропічних лісах, розташованих у низинах, де вона чіпляється за стовбури дерев. Розмножується насінням, у культурі застосовують вегетативний спосіб — живцювання. Цвітіння перцю довгого відбувається у сезон дощів, який припадає на початок зими, у цей же період висаджують і саджанці культурних особин.

## Застосування

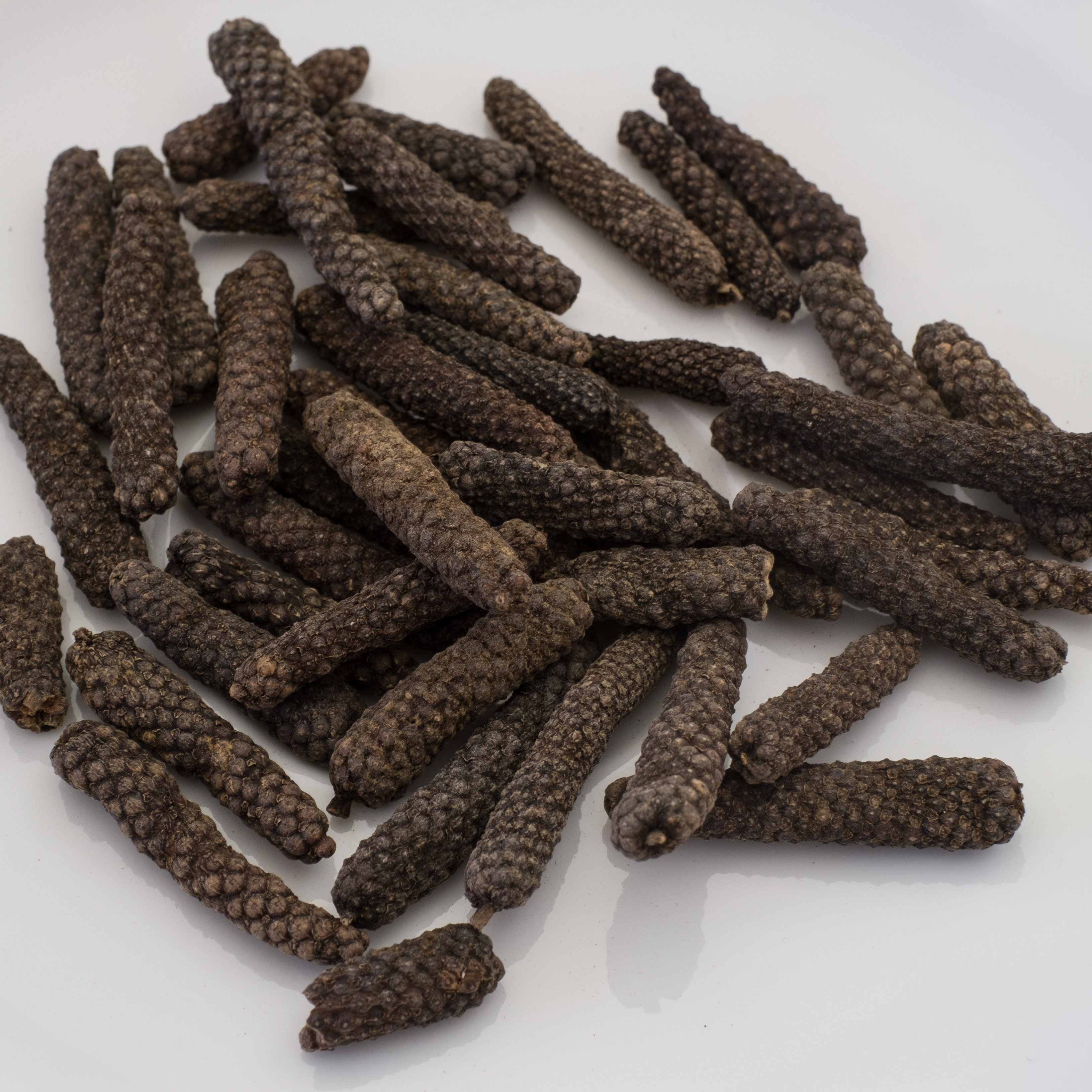
Висушені плоди.

### Кулінарія
Найпершим та найпоширенішим застосуванням перцю довгого є кулінарія. Мешканці Індії здавна використовували цю рослину як приправу для надання гострого присмаку різноманітним стравам, що зрештою призвело до того, що вона стала обов'язковою складовою традиційних пряних сумішей: карі, якою присмачують великий перелік других страв, та піпель (pipel або pippali), яку використовують для консервування і приготування традиційної страви ніхарі.
В Європі, набувши значної популярності в античні та середньовічні часи, згодом ця рослина була витіснена з ринку більш дешевими і доступними видами перцю. В сучасній Європі перець довгий є екзотикою і продається лише у невеличких крамницях індійських трав. Натомість він зберіг свою популярність в індійській, індонезійській та малайській кухнях. У північноафриканських країнах він менш поширений, але теж доволі звичний як компонент пряних сумішей.

### Медицина
Офіційна медицина цю рослину не використовує, але плоди перцю довгого (рідше — корені й нижні частини стебел) з давніх часів застосовують у традиційній індійській медицині. Так, в аюрведі він належить до одних з найбільш поширених рослин, зокрема, входить до складу лікувальної суміші трікату. Плоди перцю довгого споживають, у першу чергу, для підвищення апетиту, поліпшення травлення, як вітрогонний та жовчогінний засіб. Основна активна речовина цієї рослини — алкалоїд піперін — має виражену гіпотензивну, седативну, жарознижувальну дію, стимулює роботу нервової системи. З огляду на це плоди використовують також для лікування респіраторних захворювань, кашлю, бронхіту, бронхіальної астми, місцевих запальних процесів, гіпертонічної хвороби, гикавки, безсоння, епілепсії.
Подразливу дію і сильний аромат молотих плодів іноді використовують у нюхальних сумішах для того, щоб привести до тями людину із запамороченням. Крім того, здатністю перцю довгого уповільнювати розвиток бактерій і паразитів іноді користуються для лікування шигельозу і амебіазу, прокази, гельмінтозів. Відомо, що споживання молотих плодів поліпшує кровозабезпечення органів малого тазу, що, з одного боку, покращує самопочуття при порушеннях менструального циклу, а з іншого, може призвести до викидню.
Окремо слід наголосити на його здатності підвищувати біодоступність активних речовин інших рослин, що посилює їхні цілющі властивості.
Загалом, перець довгий охоче вирощують незаможні селяни азійських країн, оскільки ця культура не потребує великих трудозатрат. Для перцевих плантацій використовують не ріллю, а вторинні лісові насадження, де він зростає у напівдикому стані. Такі насадження не вимагають використання штучних опор, а зібраний урожай здатен зберігатися цілий рік, що дозволяє уникати сезонного демпінгу при реалізації продукції. Перше плодоношення на плантаціях настає через 3-4 роки після посадки. У перший рік збору урожаю продуктивність становить близько 560 кг/га, на третій рік вона підвищується до 1680 кг/га. Після трьох років плодоношення урожайність знижується і рослини замінюють новими саджанцями.

## Таксономія
Для цього виду наводять наступні синоніми:
- Chavica longa H.Karst.
- Chavica roxburghii Miq.
- Chavica sarmentosa Miq.
- Piper roxburghii (Miq.) J.Presl (недійсний)[6].